# La Bande tachetée (film)
Pour la nouvelle originale, voir Le Ruban moucheté.
Pour plus de détails, voir Fiche technique et Distribution.
La Bande tachetée (The Speckled Band) est un film britannique de Jack Raymond sorti en 1931. Il est adapté de la nouvelle homonyme d'Arthur Conan Doyle parue en 1892.

## Synopsis
Une jeune femme, dont la sa sœur est morte dans des circonstances mystérieuses, ses dernières paroles sont à propos d'un ruban moucheté, fait appel au célèbre Sherlock Holmes, car elle craint pour sa propre vie...

## Fiche technique
- Titre original : The Speckled Band
- Titre français : La Bande tachetée[1]
- Réalisation : Jack Raymond
- Scénario : W. P. Lipscomb, d'après la nouvelle Le Ruban moucheté d'Arthur Conan Doyle
- Direction artistique : Lawrence P. Williams
- Photographie : Freddie Young
- Son : L. F. Odell
- Montage : Maclean Rogers
- Production : Herbert Wilcox
- Société de production : British and Dominions Film Corporation
- Société de distribution : Woolf & Freedman Film Service
- Pays de production :  Royaume-Uni
- Langue originale : anglais
- Format : noir et blanc — 35 mm — 1,37:1 — son mono (Western Electric Sound System)
- Genre : film policier
- Durée : 90 minutes
- Date de sortie :
  - Royaume-Uni : 5 mars 1931
  - France :  18 novembre 1932

## Distribution
- Raymond Massey : Sherlock Holmes
- Athole Stewart  : Docteur Watson
- Lyn Harding : Grimesby Rylott
- Angela Baddeley  : Helen Stonor
- Nancy Price : Mme Staunton
- Marie Ault : Mme Hudson
- Stanley Lathbury : Rodgers
- Joyce Moore  : Violet